# Eurovision Song Contest 1994
Der 39. Eurovision Song Contest fand am 30. April 1994 im Point Theatre in Dublin statt. Bis heute ist es der letzte Wettbewerb, der nicht im Mai ausgetragen wurde. Irland gewann zum dritten Mal hintereinander mit Rock ’n’ Roll Kids.

## Besonderheiten
Für Deutschland nahm die Gruppe Mekado mit dem Titel Wir geben ’ne Party teil, die auf dem 3. Platz landete. Petra Frey holte mit Für den Frieden der Welt den 17. Platz nach Österreich, Duilio und Sto pregando belegten für die Schweiz Platz 20. Die Schweiz musste im Jahr danach aussetzen und fehlte zum ersten Mal in der Geschichte des ESC.
Eine Anzahl an neuen Ländern kam dieses Jahr aus dem Osten Europas. Edyta Górniak aus Polen sorgte gleich für eine Sensation – To nie ja! kam auf Platz 2. Auch Ungarn erreichte seine beste Platzierung – Kinek mondjam el vétkeimet? von Friderika Bayer bekam gleich bei den ersten drei Wertungen die Höchstpunktzahl, und zwar aus Schweden, Finnland und Irland. Am Ende wurde sie aber nur Vierte. Auch Russland landete in der ersten Hälfte. Dagegen schnitten die Slowakei, Rumänien, Estland und Litauen bei ihrer Premiere verhältnismäßig schlecht ab. Litauen erhielt sogar gar keine Punkte. All diese Länder mussten im folgenden Jahr aussetzen.
Am Ende machte das Lied Rock ’n’ Roll Kids, welches Paul Harrington und Charlie McGettigan vortrugen, das Rennen. Es war zudem der erste Beitrag, der den Wettbewerb ohne begleitende Orchestermusik gewann, außerdem war er am Abend der einzige Beitrag ohne Orchestermusik. Irland gewann damit zum dritten Mal in Folge und zum insgesamt sechsten Mal. Damit wurde Irland zum alleinigen Rekordgewinner des ESC. Die weitaus erfolgreichste Darbietung des Abends war jedoch das erstmals in der Pause aufgeführte Riverdance.
Die Plätze 1 bis 18 bedeuteten die Qualifikation für das nächste Jahr; das hieß, dass die Schweiz, Finnland und die Niederlande zusammen mit einigen der osteuropäischen Neulinge beim Eurovision Song Contest 1995 nicht teilnahmeberechtigt waren.

## Teilnehmer

Länder im Finale
Länder, die in der Vergangenheit am Eurovision Song Contest teilgenommen haben, jedoch nicht 1994

Nachdem die osteuropäischen Länder der EBU beigetreten waren, wurde eine neue Regel eingeführt, um die Teilnehmerzahl auf 25 zu begrenzen. Die Plätze 1 bis 19 aus dem Vorjahr qualifizierten für die Teilnahme in diesem Jahr. Belgien, Dänemark, Israel, Slowenien, Luxemburg und die Türkei mussten demnach dieses Jahr eine Zwangspause einlegen. Italien verzichtete freiwillig auf eine Teilnahme. Dagegen durften Estland, Rumänien, Slowakei und Ungarn, die noch beim osteuropäischen Vorentscheid im vorigen Jahr scheiterten, diesmal beim Eurovision Song Contest starten. Darüber kamen noch Litauen, Polen und Russland dazu, sodass insgesamt 25 Länder an den Start gingen, was einen neuen Teilnehmerrekord darstellte.

### Wiederkehrende Interpreten
| Land        | Interpret                                             | Vorherige(s) Teilnahmejahr(e)                                                   |
| ----------- | ----------------------------------------------------- | ------------------------------------------------------------------------------- |
| Deutschland | Rhonda Heath (Begleitung)                             | 1977 (als Mitglied von Silver Convention)                                       |
| Deutschland | Rhonda Heath (Begleitung)                             | Begleitung: 1985 für Österreich                                                 |
| Island      | Sigríður Beinteinsdóttir (als Sigga)                  | 1990 (als Mitglied von Stjórnin) • 1992 (als Mitglied von Heart 2 Heart)        |
| Island      | Eyjólfur Kristjánsson (Begleitung)                    | 1991 (als Mitglied von Stefán & Eyfi)                                           |
| Island      | Eyjólfur Kristjánsson (Begleitung)                    | Begleitung: 1993                                                                |
| Malta       | Christopher Scicluna (als Mitglied von Chris & Moira) | Begleitung: 1993                                                                |
| Malta       | Moira Stafrace (als Mitglied von Chris & Moira)       | Begleitung: 1993                                                                |
| Norwegen    | Elisabeth Andreassen (Duett mit Jan Werner Danielsen) | 1982 für Schweden (als Mitglied der Chips) • 1985 (als Mitglied der Bobbysocks) |
| Schweden    | Marie Bergman (Duett mit Roger Pontare)               | 1971 • 1972 (jeweils als Mitglied von Family Four)                              |
| Zypern      | Evridiki                                              | 1992                                                                            |
| Zypern      | Evridiki                                              | Begleitung: 1983, 1986 und 1987                                                 |
| Zypern      | Demos van Beke (Begleitung)                           | 1993 (als Mitglied von Zymboulakis & van Beke)                                  |
| Zypern      | Kyriakos Zymboulakis (Begleitung)                     | 1993 (als Mitglied von Zymboulakis & van Beke)                                  |
| Zypern      | Eva Tselidou (Begleitung)                             | 1980 für Griechenland (als Mitglied von The Epikouri)                           |

### Dirigenten
Jedes Lied außer dem aus Irland wurde mit Live-Musik begleitet bzw. kam Live-Musik zum Einsatz – folgende Dirigenten leiteten das Orchester bei dem jeweiligen Land:
- Schweden – Anders Berglund
- Finnland – Olli Ahvenlahti
- Irland – keine Orchesterbegleitung a
- Zypern – George Theophanous
- Island – Frank McNamara
- Vereinigtes Königreich – Michael Reed
- Kroatien – Miljenko Prohaska
- Portugal – Thilo Krasmann
- Schweiz – Valeriano Chiaravalle
- Estland – Urmas Lattikas
- Rumänien – Noel Kelehan a
- Malta – Anthony Chircop
- Niederlande – Harry van Hoof
- Deutschland – Norbert Daum
- Slowakei – Vladimír Valovič
- Litauen – Tomas Leiburas
- Norwegen – Pete Knutsen
- Bosnien und Herzegowina – Sinan Alimanović
- Griechenland – Noel Kelehan a
- Österreich – Hermann Weindorf
- Spanien – Josep Llobell
- Ungarn – Péter Wolf
- Russland – Lew Semlinski
- Polen – Noel Kelehan a
- Frankreich – Alain Goraguer

## Abstimmungsverfahren
In jedem Land gab es eine Jury, die zunächst die zehn besten Lieder intern ermittelten. Danach vergaben die einzelnen Jurys 12, 10, 8, 7, 6, 5, 4, 3, 2 Punkte und 1 Punkt an diese zehn besten Lieder. Zum ersten Mal in der Geschichte des Wettbewerbs wurden die Punkte via Satellit verkündet, sodass die Punktesprecher auch am Bildschirm gesehen werden konnten.

## Platzierungen
| Platz | Startnr. | Land                    | Interpret                                                          | Lied Musik (M) und Text (T)                                                           | Sprache        | Übersetzung (inoffiziell)               | Punkte |
| ----- | -------- | ----------------------- | ------------------------------------------------------------------ | ------------------------------------------------------------------------------------- | -------------- | --------------------------------------- | ------ |
| 01.   | 03       | Irland                  | Paul Harrington & Charlie McGettigan                               | Rock ’n’ Roll Kids M/T: Brendan Graham                                                | Englisch       | Rock-’n’-Roll-Kinder                    | 226    |
| 02.   | 24       | Polen                   | Edyta Górniak                                                      | To nie ja! M: Stanisław Syrewicz; T: Jacek Cygan                                      | Polnisch       | Ich war es nicht!                       | 166    |
| 03.   | 14       | Deutschland             | Mekado                                                             | Wir geben ’ne Party M: Ralph Siegel; T: Bernd Meinunger                               | Deutsch b      | —                                       | 128    |
| 04.   | 22       | Ungarn                  | Friderika Bayer                                                    | Kinek mondjam el vétkeimet? M/T: Szilveszter Jenei                                    | Ungarisch      | Wem soll ich meine Sünden beichten?     | 122    |
| 05.   | 12       | Malta                   | Chris & Moira                                                      | More than Love M: Christopher Scicluna; T: Moira Stafrace                             | Englisch c     | Mehr als Liebe                          | 097    |
| 06.   | 17       | Norwegen                | Elisabeth Andreassen & Jan Werner Danielsen                        | Duett M: Rolf Løvland; T: Hans Olaf Mørk                                              | Norwegisch     | —                                       | 076    |
| 07.   | 25       | Frankreich              | Nina Morato                                                        | Je suis un vrai garçon M: Bruno Maman; T: Nina Morato                                 | Französisch    | Ich bin ein echter Junge                | 074    |
| 08.   | 08       | Portugal                | Sara Tavares                                                       | Chamar a música M: João Carlos Campos de Sousa Mota Oliveira; T: Rosa Lobato de Faria | Portugiesisch  | Die Musik rufen                         | 073    |
| 09.   | 23       | Russland                | Youddiph Юдифь                                                     | Vječnij stranjik (Вечный странник) M: Lew Zemlinski; T: Piligrim                      | Russisch       | Ewiger Wanderer                         | 070    |
| 10.   | 06       | Vereinigtes Königreich  | Frances Ruffelle                                                   | We Will Be Free (Lonely Symphony) M/T: George De Angelis, Mark Dean                   | Englisch       | Wir werden frei sein (Einsame Sinfonie) | 063    |
| 11.   | 04       | Zypern                  | Evridiki Ευριδίκη                                                  | Eímai ánthropos ki egó (Είμαι άνθρωπος κι εγώ) M/T: Giorgos Theofanous                | Griechisch     | Ich bin auch ein Mensch                 | 051    |
| 12.   | 05       | Island                  | Sigga                                                              | Nætur M: Friðrik Karlsson; T: Stefán Hilmarsson                                       | Isländisch     | Nächte                                  | 049    |
| 13.   | 01       | Schweden                | Marie Bergman & Roger Pontare                                      | Stjärnorna M: Peter Bertilsson; T: Mikael Littwold                                    | Schwedisch     | Die Sterne                              | 048    |
| 14.   | 19       | Griechenland            | Costas Bigalis & The Sea Lovers Κώστας Μπίγαλης και the Sea Lovers | To trehandíri (Diri diri) (Το τρεχαντήρι (Ντίρι ντίρι)) M/T: Costas Bigalis           | Griechisch     | Die Trehandiri (Diri diri)              | 044    |
| 15.   | 18       | Bosnien und Herzegowina | Alma i Dejan                                                       | Ostani kraj mene M: Adi Mulahalilović; T: Edo Mulahalilović                           | Bosnisch       | Bleib bei mir                           | 039    |
| 16.   | 07       | Kroatien                | Toni Cetinski                                                      | Nek’ ti bude ljubav sva M: Željen Klašterka; T: Željko Krznarić                       | Kroatisch      | All die Liebe soll dir gehören          | 027    |
| 17.   | 20       | Österreich              | Petra Frey                                                         | Für den Frieden der Welt M: Alfons Weindorf; T: Karl Brunner, Johann Brunner          | Deutsch        | —                                       | 019    |
| 18.   | 21       | Spanien                 | Alejandro Abad                                                     | Ella no es ella M/T: Alejandro Abad                                                   | Spanisch       | Sie ist nicht sie                       | 017    |
| 19.   | 09       | Schweiz                 | Duilio                                                             | Sto pregando M/T: Giuseppe Scaramello                                                 | Italienisch    | Ich bete                                | 015    |
| 19.   | 15       | Slowakei                | Tublatanka                                                         | Nekonečná pieseň M: Martin 'Maťo' Ďurinda; T: Martin Sarvaš                           | Slowakisch     | Endloses Lied                           | 015    |
| 21.   | 11       | Rumänien                | Dan Bittman                                                        | Dincolo de nori M/T: Antonio Furtuna, Dan Bittman                                     | Rumänisch      | Hinter den Wolken                       | 014    |
| 22.   | 02       | Finnland                | CatCat                                                             | Bye Bye Baby M/T: Kari Salli, Markku 'Make' Lentonen                                  | Finnisch a.    | Auf Wiedersehen, Baby                   | 011    |
| 23.   | 13       | Niederlande             | Willeke Alberti                                                    | Waar is de zon? M: Edwin Schimscheimer; T: Coot van Doesburgh                         | Niederländisch | Wo ist die Sonne?                       | 004    |
| 24.   | 10       | Estland                 | Silvi Vrait                                                        | Nagu merelaine M: Ivar Must; T: Leelo Tungal                                          | Estnisch       | Wie eine Woge                           | 002    |
| 25.   | 16       | Litauen                 | Ovidijus Vyšniauskas                                               | Lopšinė mylimai M: Ovidijus Vyšniauskas; T: Gintaras Zdebskis                         | Litauisch      | Wiegenlied für mein Schätzchen          | 000    |

Die Länder auf den Plätzen 1 bis 18 sind für den Eurovision Song Contest 1995 zugelassen.

## Punktevergabe
| Land | Abstimmungsergebnisse | Abstimmungsergebnisse | Abstimmungsergebnisse | Abstimmungsergebnisse | Abstimmungsergebnisse | Abstimmungsergebnisse | Abstimmungsergebnisse | Abstimmungsergebnisse | Abstimmungsergebnisse | Abstimmungsergebnisse | Abstimmungsergebnisse | Abstimmungsergebnisse | Abstimmungsergebnisse | Abstimmungsergebnisse | Abstimmungsergebnisse | Abstimmungsergebnisse | Abstimmungsergebnisse | Abstimmungsergebnisse | Abstimmungsergebnisse | Abstimmungsergebnisse | Abstimmungsergebnisse | Abstimmungsergebnisse | Abstimmungsergebnisse | Abstimmungsergebnisse | Abstimmungsergebnisse | Abstimmungsergebnisse | Abstimmungsergebnisse |
| Land | Punkte                | SE                    | FI                    | IE                    | CY                    | IS                    | UK                    | HR                    | PT                    | CH                    | EE                    | RU                    | MT                    | NL                    | DE                    | SK                    | LT                    | NO                    | BA                    | GR                    | AT                    | ES                    | HU                    | RU                    | PL                    | FR                    | Votings               |
| --- | --------------------- | --------------------- | --------------------- | --------------------- | --------------------- | --------------------- | --------------------- | --------------------- | --------------------- | --------------------- | --------------------- | --------------------- | --------------------- | --------------------- | --------------------- | --------------------- | --------------------- | --------------------- | --------------------- | --------------------- | --------------------- | --------------------- | --------------------- | --------------------- | --------------------- | --------------------- | --------------------- |
| Schweden | 048                   |                       | –                     | –                     | –                     | 2                     | –                     | –                     | –                     | 7                     | 2                     | –                     | 3                     | 6                     | 5                     | –                     | 5                     | 10                    | –                     | –                     | 5                     | 1                     | 2                     | –                     | –                     | –                     | 11                    |
| Finnland | 011                   | –                     |                       | –                     | –                     | –                     | –                     | –                     | –                     | –                     | –                     | –                     | –                     | –                     | –                     | –                     | –                     | –                     | 1                     | 10                    | –                     | –                     | –                     | –                     | –                     | –                     | 02                    |
| Irland | 226                   | 10                    | 7                     |                       | 8                     | 12                    | 10                    | 12                    | 12                    | 12                    | 10                    | 8                     | 5                     | 12                    | 12                    | 6                     | 10                    | 12                    | 10                    | –                     | 10                    | 10                    | 10                    | 12                    | 8                     | 8                     | 23                    |
| Zypern | 051                   | –                     | 10                    | –                     |                       | 3                     | –                     | –                     | 5                     | 2                     | –                     | –                     | –                     | –                     | –                     | –                     | –                     | 5                     | –                     | 12                    | –                     | 4                     | –                     | 2                     | 5                     | 3                     | 10                    |
| Island | 049                   | 8                     | 1                     | 6                     | –                     |                       | 6                     | –                     | 3                     | 3                     | –                     | –                     | –                     | –                     | –                     | 1                     | 3                     | –                     | –                     | –                     | 3                     | 6                     | –                     | 1                     | 4                     | 4                     | 13                    |
| Vereinigtes Königreich                                                                                                 | 063                   | –                     | –                     | 1                     | 5                     | –                     |                       | 6                     | 8                     | 8                     | 5                     | –                     | –                     | 2                     | 4                     | 3                     | –                     | 2                     | 4                     | –                     | 1                     | 3                     | 3                     | 5                     | 3                     | –                     | 16                    |
| Kroatien | 027                   | –                     | –                     | –                     | –                     | –                     | –                     |                       | –                     | –                     | –                     | –                     | 10                    | –                     | –                     | 12                    | –                     | –                     | –                     | 5                     | –                     | –                     | –                     | –                     | –                     | –                     | 03                    |
| Portugal | 073                   | 5                     | 5                     | 8                     | –                     | 8                     | 8                     | –                     |                       | 5                     | –                     | –                     | 1                     | 3                     | –                     | –                     | –                     | –                     | –                     | –                     | –                     | 12                    | 7                     | 4                     | 1                     | 6                     | 13                    |
| Schweiz | 015                   | –                     | –                     | –                     | –                     | –                     | –                     | –                     | –                     |                       | –                     | –                     | 8                     | –                     | –                     | –                     | –                     | –                     | –                     | –                     | –                     | 2                     | –                     | –                     | –                     | 5                     | 03                    |
| Estland | 002                   | –                     | –                     | –                     | –                     | –                     | –                     | –                     | –                     | –                     |                       | –                     | –                     | –                     | –                     | –                     | –                     | –                     | –                     | 2                     | –                     | –                     | –                     | –                     | –                     | –                     | 01                    |
| Rumänien | 014                   | –                     | –                     | –                     | –                     | –                     | –                     | –                     | –                     | –                     | –                     |                       | 6                     | –                     | –                     | –                     | 2                     | –                     | –                     | 6                     | –                     | –                     | –                     | –                     | –                     | –                     | 03                    |
| Malta | 097                   | 4                     | 6                     | 10                    | 2                     | –                     | 1                     | 7                     | 4                     | 6                     | 7                     | 10                    |                       | 1                     | 3                     | 10                    | 7                     | –                     | 12                    | 7                     | –                     | –                     | –                     | –                     | –                     | –                     | 16                    |
| Niederlande | 004                   | –                     | –                     | –                     | –                     | –                     | –                     | –                     | –                     | –                     | –                     | –                     | –                     |                       | –                     | –                     | –                     | –                     | –                     | –                     | 4                     | –                     | –                     | –                     | –                     | –                     | 01                    |
| Deutschland | 128                   | 6                     | 3                     | 5                     | 6                     | 7                     | 7                     | 10                    | 10                    | –                     | 3                     | 12                    | –                     | 4                     | \|                    | 7                     | 4                     | 1                     | 7                     | –                     | 2                     | 8                     | 12                    | 7                     | 7                     | –                     | 20                    |
| Slowakei | 015                   | –                     | –                     | –                     | –                     | –                     | –                     | –                     | –                     | –                     | –                     | –                     | 12                    | –                     | –                     |                       | –                     | –                     | –                     | 3                     | –                     | –                     | –                     | –                     | –                     | –                     | 02                    |
| Litauen | 000                   | –                     | –                     | –                     | –                     | –                     | –                     | –                     | –                     | –                     | –                     | –                     | –                     | –                     | –                     | –                     |                       | –                     | –                     | –                     | –                     | –                     | –                     | –                     | –                     | –                     | 0                     |
| Norwegen | 076                   | 7                     | –                     | 3                     | 10                    | 1                     | 4                     | 3                     | –                     | 1                     | 8                     | 4                     | –                     | 7                     | 2                     | –                     | 1                     |                       | 6                     | 1                     | –                     | 5                     | 5                     | 8                     | –                     | –                     | 17                    |
| Bosnien und Herzegowina                                                                                                | 039                   | –                     | 2                     | –                     | –                     | –                     | –                     | 4                     | –                     | –                     | –                     | –                     | 7                     | –                     | –                     | 8                     | –                     | –                     |                       | –                     | –                     | 7                     | 1                     | –                     | –                     | 10                    | 07                    |
| Griechenland | 044                   | 2                     | 4                     | –                     | 12                    | –                     | –                     | –                     | –                     | –                     | –                     | 6                     | 4                     | –                     | 1                     | 5                     | –                     | 4                     | –                     |                       | –                     | –                     | 4                     | –                     | 2                     | –                     | 10                    |
| Österreich | 019                   | 1                     | –                     | –                     | 7                     | –                     | 3                     | 2                     | –                     | –                     | –                     | 1                     | –                     | –                     | –                     | –                     | –                     | –                     | 5                     | –                     |                       | –                     | –                     | –                     | –                     | –                     | 06                    |
| Spanien | 017                   | –                     | –                     | –                     | –                     | –                     | –                     | –                     | –                     | –                     | –                     | 5                     | –                     | –                     | –                     | 2                     | –                     | –                     | –                     | 8                     | –                     |                       | –                     | –                     | –                     | 2                     | 04                    |
| Ungarn | 122                   | 12                    | 12                    | 12                    | –                     | 10                    | 2                     | 5                     | 1                     | 4                     | 4                     | 2                     | –                     | 10                    | 7                     | –                     | –                     | 8                     | 3                     | –                     | 8                     | –                     |                       | 3                     | 12                    | 7                     | 18                    |
| Russland | 070                   | –                     | –                     | 4                     | 3                     | 4                     | 5                     | 1                     | 2                     | –                     | 1                     | 3                     | –                     | 5                     | 6                     | –                     | 6                     | 3                     | –                     | 4                     | 6                     | –                     | 6                     |                       | 10                    | 1                     | 17                    |
| Polen | 166                   | –                     | 8                     | 7                     | 1                     | 6                     | 12                    | 8                     | 7                     | 10                    | 12                    | 7                     | 2                     | 8                     | 10                    | 4                     | 12                    | 6                     | 8                     | –                     | 12                    | –                     | 8                     | 6                     |                       | 12                    | 21                    |
| Frankreich | 074                   | 3                     | –                     | 2                     | 4                     | 5                     | –                     | –                     | 6                     | –                     | 6                     | –                     | –                     | –                     | 8                     | –                     | 8                     | 7                     | 2                     | –                     | 7                     | –                     | –                     | 10                    | 6                     |                       | 13                    |
| Die Tabelle ist senkrecht nach der Auftrittsreihenfolge geordnet, waagerecht nach der chronologischen Punkteverlesung. |                       |                       |                       |                       |                       |                       |                       |                       |                       |                       |                       |                       |                       |                       |                       |                       |                       |                       |                       |                       |                       |                       |                       |                       |                       |                       |                       |

### Statistik der Zwölf-Punkte-Vergabe
| Anzahl | Land         | erhalten von                                                                      |
| ------ | ------------ | --------------------------------------------------------------------------------- |
| 8      | Irland       | Deutschland, Island, Kroatien, Niederlande, Norwegen, Portugal, Russland, Schweiz |
| 5      | Polen        | Estland, Frankreich, Litauen, Österreich, Vereinigtes Königreich                  |
| 4      | Ungarn       | Finnland, Irland, Polen, Schweden                                                 |
| 2      | Deutschland  | Rumänien, Ungarn                                                                  |
| 1      | Griechenland | Zypern                                                                            |
| 1      | Kroatien     | Slowakei                                                                          |
| 1      | Malta        | Bosnien und Herzegowina                                                           |
| 1      | Portugal     | Spanien                                                                           |
| 1      | Slowakei     | Malta                                                                             |
| 1      | Zypern       | Griechenland                                                                      |

### Punktesprecher
| Nr. | Land                    | Punktesprecher        | Anmerkungen                                                                        |
| --- | ----------------------- | --------------------- | ---------------------------------------------------------------------------------- |
| 01  | Schweden                | Marianne Anderberg    | –                                                                                  |
| 02  | Finnland                | Solveig Herlin        | Punktesprecherin 1982 bis 1984, 1986 bis 1990 und seit 1992                        |
| 03  | Irland                  | Eileen Dunne          | Punktesprecherin seit 1989                                                         |
| 04  | Zypern                  | Anna Partelidou       | Punktesprecherin 1981 bis 1987 und seit 1989                                       |
| 05  | Island                  | Sigríður Arnardóttir  | –                                                                                  |
| 06  | Vereinigtes Königreich  | Colin Berry           | Punktesprecher 1977 bis 1979 und seit 1981                                         |
| 07  | Kroatien                | Helga Vlahović        | Moderatorin 1990                                                                   |
| 08  | Portugal                | Isabel Bahia          | Portugiesische Kommentatorin 1993                                                  |
| 09  | Schweiz                 | Sandra Studer         | Teilnehmerin 1991, Schweizerische Kommentatorin 1996 bis 2002 und Moderatorin 2025 |
| 10  | Estland                 | Urve Tiidus           | –                                                                                  |
| 11  | Rumänien                | Cristina Țopescu      | –                                                                                  |
| 12  | Malta                   | John Demanuele        | –                                                                                  |
| 13  | Niederlande             | Joop van Os           | Punktesprecher 1993                                                                |
| 14  | Deutschland             | Carmen Nebel          | Punktesprecherin 1992 und 1993                                                     |
| 15  | Slowakei                | Juraj Čurný           | –                                                                                  |
| 16  | Litauen                 | Gitana Lapinskaitė    | –                                                                                  |
| 17  | Norwegen                | Sverre Christophersen | Punktesprecher 1967                                                                |
| 18  | Bosnien und Herzegowina | Diana Grković-Foretić | –                                                                                  |
| 19  | Griechenland            | Fotini Giannoulatou   | –                                                                                  |
| 20  | Österreich              | Tilia Herold          | Punktesprecherin 1982 bis 1984 und 1986 bis 1990                                   |
| 21  | Spanien                 | María Ángeles Balañac | Punktesprecherin 1991 bis 1993                                                     |
| 22  | Ungarn                  | Iván Bradányi         | –                                                                                  |
| 23  | Russland                | Irina Klenskaya       | –                                                                                  |
| 24  | Polen                   | Jan Chojnacki         | –                                                                                  |
| 25  | Frankreich              | Laurent Romejko       | –                                                                                  |